# Thesea solitaria
Thesea solitaria is een zachte koraalsoort uit de familie Plexauridae. De koraalsoort komt uit het geslacht Thesea. Thesea solitaria werd in 1868 voor het eerst wetenschappelijk beschreven door Pourtalès. 